# Utah
Utah is een van de staten van de Verenigde Staten. De staat bevindt zich in de Westelijke Verenigde Staten en de hoofdstad is Salt Lake City. De standaardafkorting is UT en de bijnaam is de Beehive State ("Bijenkorfstaat"), verwijzend naar de ijver en de onderlinge samenwerking van de inwoners van Utah, de "Utahns". 

## Geschiedenis
De geschiedenis van Utah verschilt aanzienlijk van die van de andere staten. Voor de komst van de Europeanen naar de Nieuwe Wereld werd het gebied bevolkt door indianenstammen.  Oorspronkelijk waren dit de stammen van de Fremont en in het zuidoosten de Pueblo. In de 15e eeuw verdwenen ze en in de 18e eeuw kwamen de Navajo. Later volgden de Goshute, de Paiute, de Shoshone en de Ute. De staat zou later naar de Ute vernoemd worden. Deze vijf stammen leefden in het gebied toen de Spaanse veroveraars het gebied verkenden. Rond 1540 trok Francisco Vásquez de Coronado door de regio op zoek naar de legendarische Zeven Steden van Cibola. Het gebied zou samen met het hele zuidwesten van de huidige Verenigde Staten de Spaanse en later Mexicaanse provincie Alta California vormen. Ondanks dat het gebied Mexicaans was, werd het bezocht door pelsjagers en na verloop van tijd werden er enkele handelsposten gesticht.
Op 24 juli 1847 kwamen de eerste mormoonse kolonisten in het gebied aan. De mormonen werden destijds in de VS met veel wantrouwen behandeld en steeds vaker vervolgd. De stichter van dit kerkgenootschap, Joseph Smith, was in 1844 gelyncht. De mormonen trokken onder leiding van Brigham Young via de Mormon Trail naar het Great Salt Lake in een onherbergzaam gebied dat toen nog buiten de Verenigde Staten lag, maar ook door de Mexicanen nauwelijks gebruikt werd. Deze kolonisten stichtten honderden nederzettingen (zie Grafton) in een poging om land en grondstoffen voor zichzelf veilig te stellen. Daarbij kwamen ze in conflict met indianen die deze gebieden bevolkten. De eerste jaren waren zwaar, maar langzaamaan werd het er leefbaarder. In de jaren die volgden zouden 70.000 mormonen naar het gebied trekken. Salt Lake City werd hoofdplaats van de kerk.
Al snel, in 1848, na afloop van de Mexicaans-Amerikaanse Oorlog, droeg Mexico het gebied over aan de Verenigde Staten. Omdat het gebied nu Amerikaans was besloot men dat de mormonen hun eigen staat moesten stichten. Volgens hen moest dit de State of Deseret worden die het Grote Bekken, het stroomgebied van de Coloradorivier en het zuiden van hedendaagse Californië zou omvatten. Dit gebied werd te groot geacht, maar in 1850 werd het Utahterritorium gesticht. Dit gebeurde op dezelfde dag dat Californië een staat werd beide beslissingen waren onderdeel van het Compromis van 1850. Brigham Young werd de eerste gouverneur en vrij snel werd Salt Lake City de hoofdstad. Utah zou het enige deel van de westelijke VS worden waar slavernij toegestaan werd. Door spanningen tussen de mormonen en de federale overheid vond in 1857-1858 de Utah War plaats met als dieptepunt de Mountain Meadows Massacre waarbij 120 Amerikanen die westwaarts trokken door een mormoonse militie werden gedood.
In 1860 liep de route van de Pony Express door het noorden van het territorium. Op 10 mei 1869 kwam de Transcontinental Railroad gereed. Met een ceremonie werden de sporen van de Central Pacific Railroad en de Union Pacific Railroad met een gouden spijker met elkaar verbonden waarna spoorverkeer tussen de oostelijke en westelijke staten mogelijk werd. Deze ceremonie vond plaats bij Promontory Point, ten noordwesten van Salt Lake City.
Het Utahterritorium moest meerdere malen gebieden afstaan. Het westelijke deel werd de staat Nevada en delen van het oosten werden overgedragen aan Wyoming en Colorado. Het zou 46 jaar duren voordat het territorium als staat mocht toetreden. Er werden meerdere aanvragen hiertoe ingediend die in Washington steeds op weerstand stuitten. Het belangrijkste punt was het polygame huwelijk dat binnen de mormoonse gemeenschap toegestaan of gedoogd werd. Toen mormoonse kerk polygamie in 1890 verbood kwam de weg vrij voor toetreding. Op 4 januari 1896 werd Utah formeel de 45e staat van de Verenigde Staten.

## Geografie

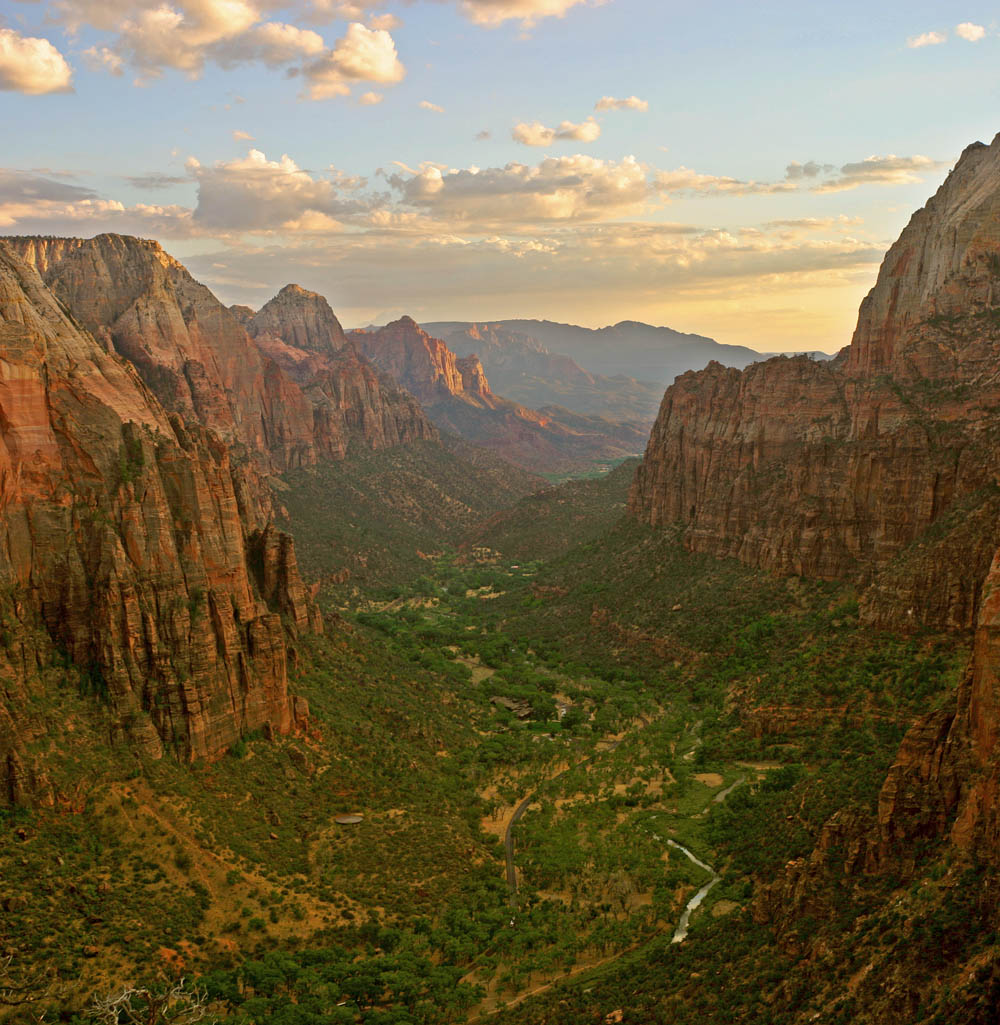
Zonsondergang gezien vanaf Angels Landing in Zion National Park.

De staat Utah beslaat 220.080 km², waarvan 212.988 km² land. De staat ligt in de Mountain-tijdzone. In het oosten bevinden zich uitgestrekte indianenreservaten.
Utah grenst in het noorden aan Idaho en Wyoming, in het westen aan Nevada, in het oosten aan Colorado en in het zuiden aan Arizona. Verder heeft het in het zuidoosten een hoekpunt gemeen met New Mexico. Dit punt, waar Utah, Colorado, New Mexico en Arizona elkaar raken, heet Four Corners en is het enige vierstatenpunt in de Verenigde Staten. Utah, Colorado en Wyoming zijn de enige Amerikaanse staten die geen natuurlijke grenzen kennen maar uitsluitend begrensd worden door meridianen en parallelen.
Volgens de grondwet van de staat bestaan de staatsgrenzen uit 6 lijnen die de volgende parallellen en meridianen volgen:
| 37° NB 109°3' WL 41° NB 111°3' WL 42° NB 114°3' WL | (zuidelijkste grens) (oostelijkste grens) (noordelijkste grens) (westelijkste grens) |  |  |

Bij het uitzetten van de grenzen in het terrein zijn eind 19e eeuw echter fouten gemaakt. Daardoor staan de grensmarkeringen (metalen pinnen die destijds in de grond geslagen werden) niet overal exact op een lijn met vaste kompaskoers. Met name de grens met Colorado is hierdoor kronkeliger. Ook het Four Corners-monument is destijds niet exact op de juiste locatie geplaatst. De markeringen worden tegenwoordig wel als de juridische grenspunten gezien. De grens wordt gevormd door rechte lijnen tussen deze punten.

## Landschap

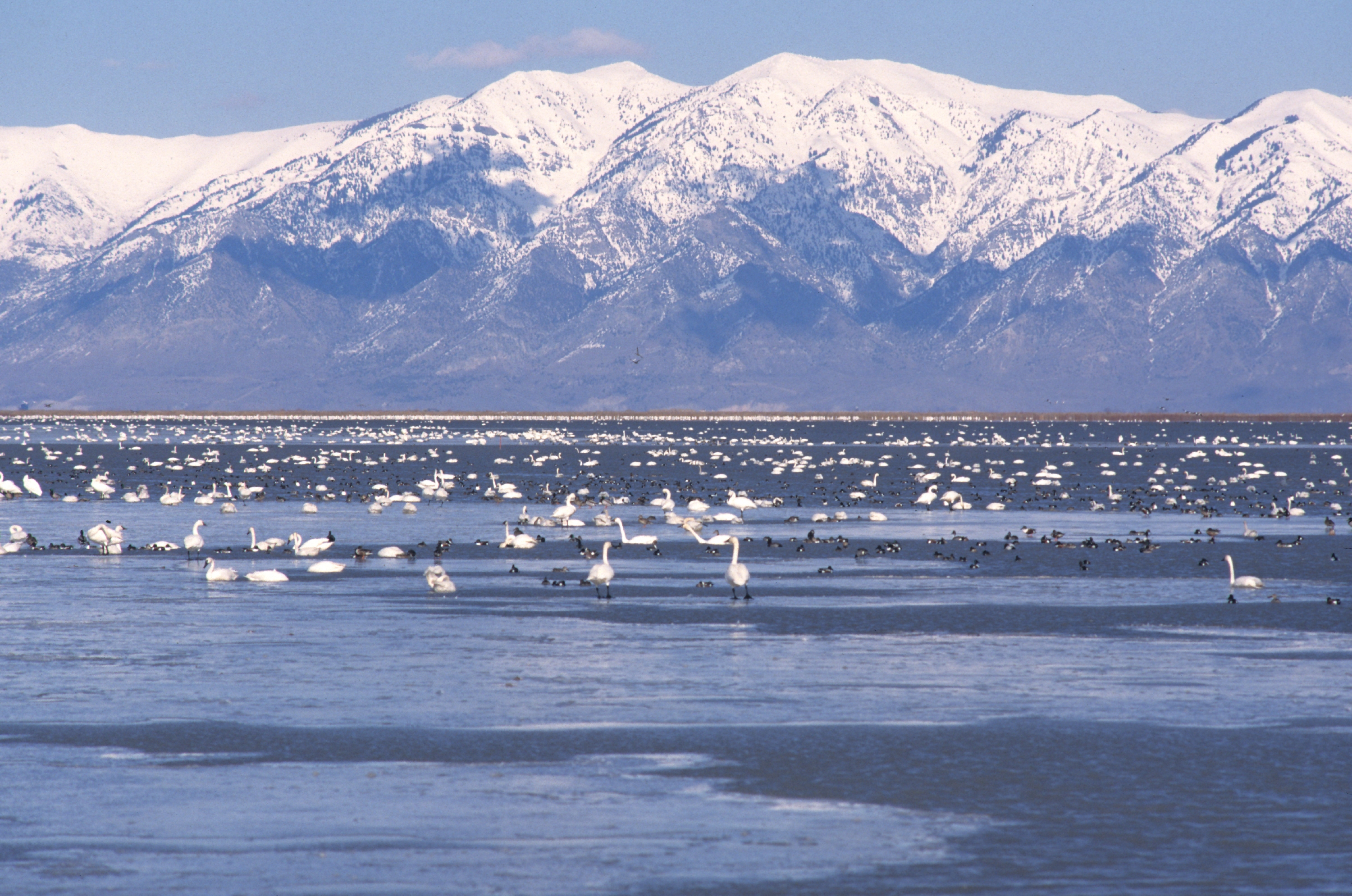
Migrerende vogels op de kust van het Great Salt Lake.

Utah is een hooggelegen staat waarbij het laagste punt op 664 meter boven zeeniveau ligt. Het heeft zowel gebieden met een woestijnklimaat, steppeklimaat als hooggebergteklimaat. Het midden en noordoosten van Utah worden gedomineerd door de Rocky Mountains met berggebieden boven de boomgrens en skigebieden. Het hoogste punt is Kings Peak (4123 m). Het westen wordt ingenomen door het Grote Bekken met woestijngebieden. Hier ligt onder meer het Great Salt Lake (Grote Zoutmeer) en grote zoutvlakten. Veel snelheidsrecords zijn gebroken tijdens tests die op het uiterst vlakke en uitgestorven oppervlak konden plaatsvinden (zie: Bonneville-zoutvlakte). Het oosten en zuiden van de staat ligt op het Coloradoplateau en dit gebied wordt doorkruist door de Coloradorivier.
Een groot deel van het grondgebied in de staat is in handen van de federale overheid en meer dan zeventig procent is natuurgebied. In Utah bevinden zich vijf Nationale Parken, namelijk Bryce Canyon, Capitol Reef, Canyonlands, Arches en Zion National Park. Ook is er het Dixie National Forest. Glen Canyon National Recreation Area ligt gedeeltelijk in Utah. De staat is bekend door haar uitgestrekte landschappen met bijzondere rotsformaties en kloven. In het zuidwesten ligt Monument Valley.

## Demografie en economie

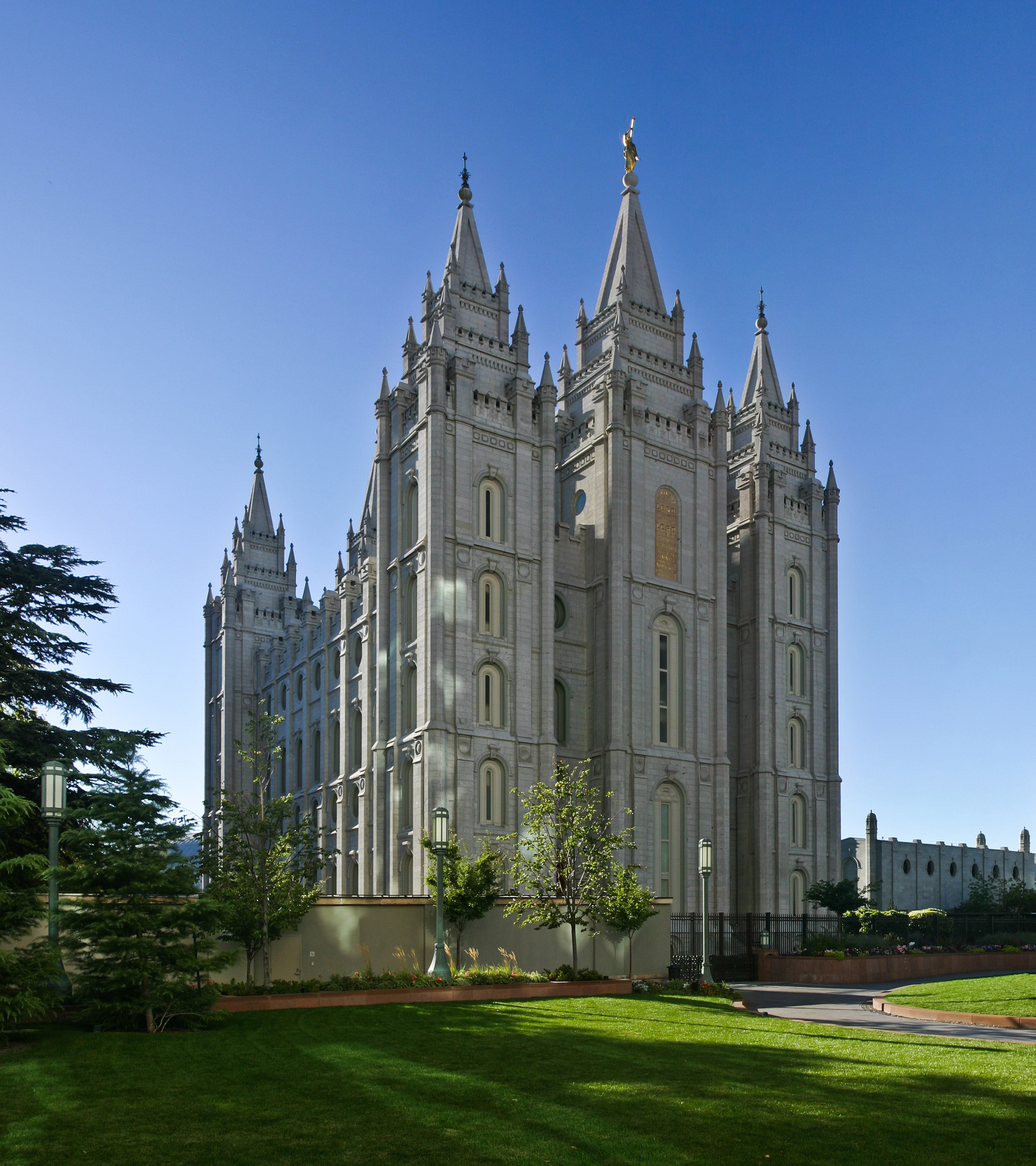
De Salt Lake Temple, de belangrijkste tempel van de Kerk van Jezus Christus van de Heiligen der Laatste Dagen, in Salt Lake City.

In 2005 bedroeg het inwonertal naar schatting 2.469.585 (11 per km²), waarvan ongeveer 70% in stedelijk gebied woonde. De hoofdstad Salt Lake City is met (in 2006) 178.858 inwoners tevens de grootste stad.
Het brutoproduct van Utah bedroeg in 2001 70 miljard dollar. Grote delen van de staat worden gebruikt door de Amerikaanse krijgsmacht.
Utah is de enige Amerikaanse staat waarvan een meerderheid van de bevolking tot eenzelfde kerk behoort, te weten de Mormoonse Kerk.

## Bestuurlijke indeling
Utah is onderverdeeld in 29 county's.

## Politiek
Aan het hoofd van de uitvoerende macht van de staat staat een gouverneur, die direct gekozen wordt door de kiesgerechtigden in de staat. De gouverneursverkiezing van 2020 werd gewonnen door Spencer Cox van de Republikeinse Partij. Hij trad in januari 2021 aan als gouverneur van Utah.
De wetgevende macht bestaat uit het Huis van Afgevaardigden van Utah (Utah House of Representatives) met 75 leden en de Senaat van Utah (Utah State Senate) met 29 leden.
Utah is een conservatieve staat, die qua politiek gedomineerd wordt door de Republikeinse Partij. De laatste keer dat een Democratische presidentskandidaat de staat won, was in 1964. Bij de Amerikaanse presidentsverkiezingen van 2012 won de mormoon Mitt Romney de staat met meer dan 70% van de stemmen van Barack Obama.

## Overige informatie
- Een van de stranden tijdens de Invasie in Normandië in de Tweede Wereldoorlog, genaamd Utah Beach, is naar deze staat vernoemd.
- Utah is ook een voornaam die in de Verenigde Staten wordt gebruikt.
- In Utah staat de grootste en vermoedelijk oudste boom ter wereld. "Pando" is een populier met 47.000 stammen, die zich uitstrekt over 42,6 ha. Op basis van DNA-onderzoek wordt de leeftijd geschat op 16.000 tot 80.000 jaar.[3]